# Vassunda distrikt
Vassunda distrikt är ett distrikt i Knivsta kommun och Uppsala län. 
Distriktet ligger väster om Knivsta.

## Tidigare administrativ tillhörighet
Distriktet inrättades 2016 och utgörs av socknen Vassunda i Knivsta kommun.
Området motsvarar den omfattning Vassunda församling hade vid årsskiftet 1999/2000.